# サマリア人のジレンマ
サマリア人のジレンマは慈善の活動ないし行為におけるジレンマである。それは炊き出しのような何らかの場所で、慈善をもって差し出された場合、或る者が二つのうち一つの行為を行うであろうことを想起させられる：彼らの境遇を改善するよう慈善を利用すること、それとも生存の意味としての慈善において頼るためにやって来ること。サマリア人のジレンマの用語は経済学者のジェームズ・M.ブキャナンによって造語された。
慈善に逆らうその主張はしばしば情け深い寄付を無しで済ますような理屈としてサマリア人のジレンマを引き合いに出す。共産主義ならびに社会主義に逆らい、外国援助が慈善と同じであると宣言し、そしてそのような海外援助の受益者は怠惰になるかまたは別の意味では社会の怠慢な構成員になるだろうことを求める、共通の主張もまたそれは同様である。受取人のような劣る者が受け取る大きな外国援助は彼らの条件のための永続の解決策を探し出すだろう。
そのジレンマの名称は聖書の善きサマリア人のたとえを意味するが、聖書やキリスト教の論点とは異なる。